# Ephedra ochreata
Ephedra ochreata är en kärlväxtart som beskrevs av John Miers. Ephedra ochreata ingår i släktet efedraväxter, och familjen Ephedraceae. Inga underarter finns listade i Catalogue of Life.

## Bildgalleri

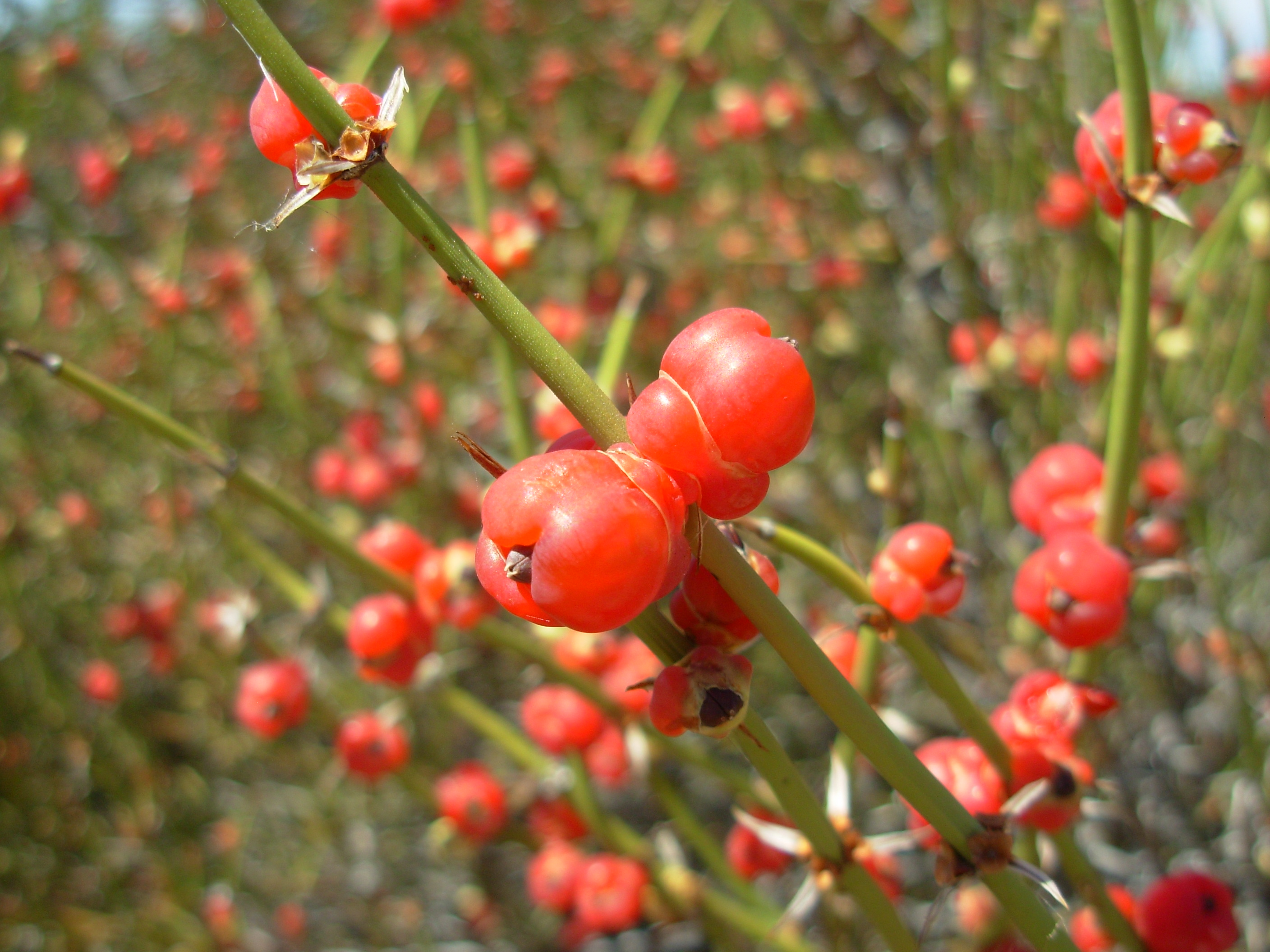
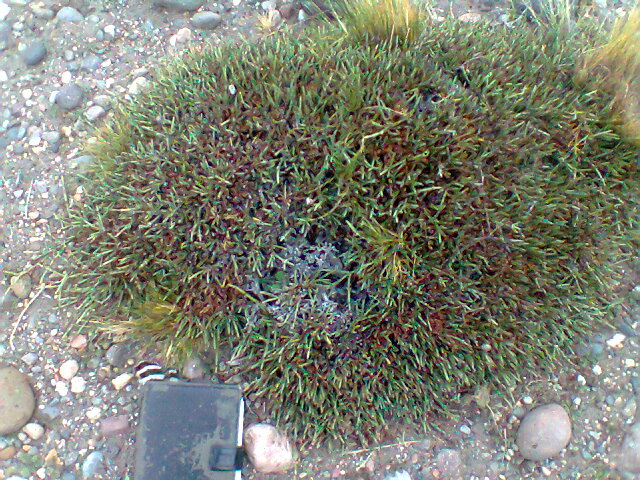